# Hallgartenkreis

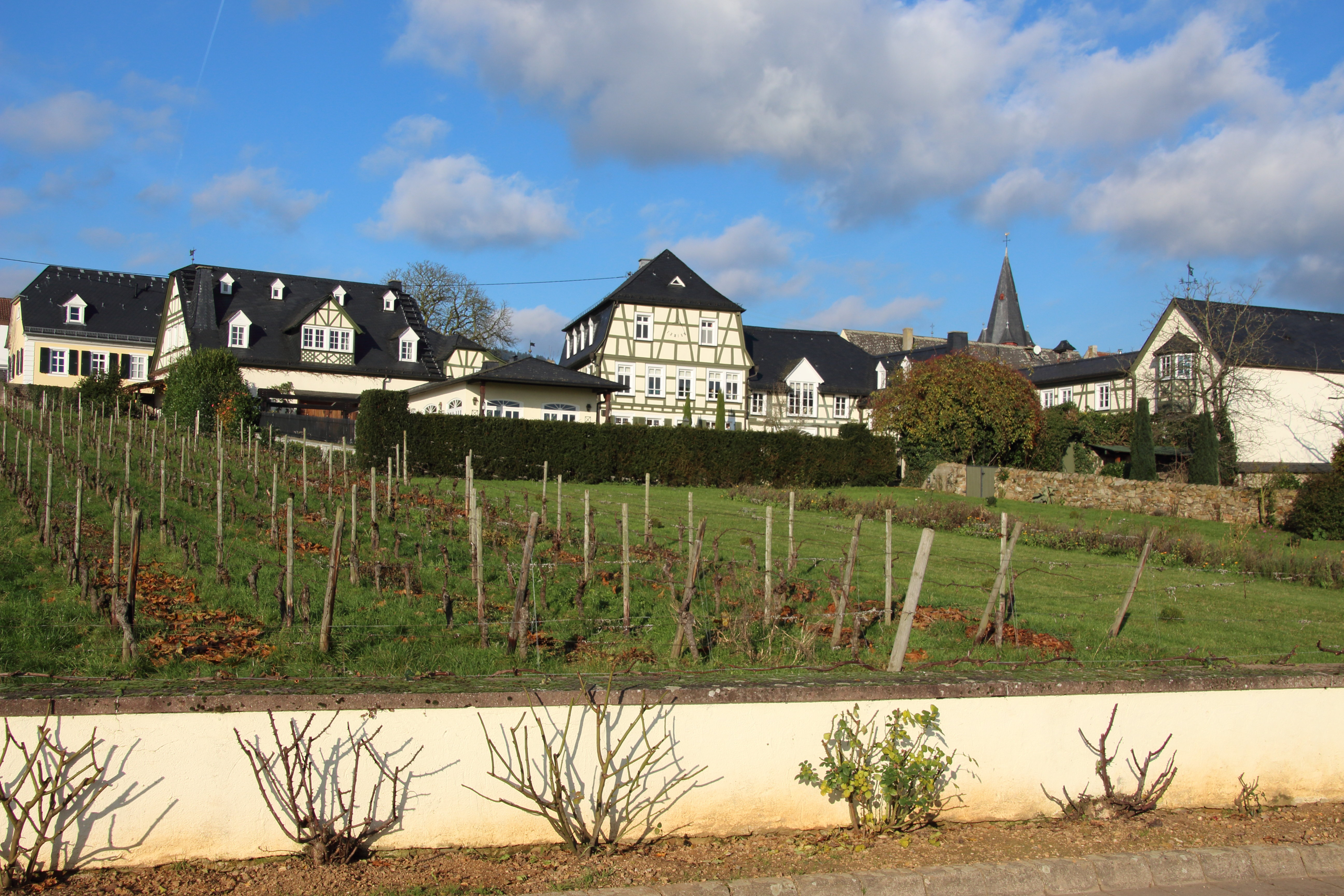
Ehemaliges Itzstein'sches Weingut in Hallgarten im Rheingau

Der Hallgartenkreis, benannt nach dem Ort Hallgarten im Rheingau, war eine Versammlung von liberalen Politikern, die neben der Heppenheimer Tagung und den Heidelberger und Offenburger Versammlungen als eine der Keimzellen der liberal-demokratischen Frankfurter Nationalversammlung gilt, wenngleich er bis in die erste Hälfte des 20. Jahrhunderts bei Historikern weniger Beachtung fand. 

## Entstehung und politische Meinungen
Der Hallgartenkreis entstand auf Initiative des liberalen Politikers Johann Adam von Itzstein, auf dessen Weingut in Hallgarten die Versammlungen stattfanden. Itzstein, der Oppositionsführer in der Zweiten Kammer der Badischen Ständeversammlung war, lud Gleichgesinnte aus allen Bundesländern ein, um politische Diskussionen zu führen. Die Treffen fanden vermutlich ab 1832, regelmäßiger dann ab 1839 in unterschiedlichen Zusammensetzungen mit bis zu 30 Teilnehmern und oft über mehrere Tage statt. Diese als parlamentarische Konferenzen anzusehenden Sitzungen hatten das Ziel, gemeinsame Strategien für die Landespolitik zu finden und eine parlamentarische Alternative zum Deutschen Bund zu schaffen. In weinseliger Atmosphäre und mit Blick auf die schöne Landschaft des Rheingaus ließ sich wunderbar debattieren. Unter die Liberalen mischten sich auch Rechte und Linke. Oft kristallisierten sich die einzelnen Meinungen erst im Laufe der Diskussionen heraus. Der umsichtige Gastgeber Itzstein versuchte unter allen zu vermitteln, konnte aber nicht verhindern, dass in den 1840er Jahren die Radikalen die Oberhand gewannen und die Zahl der Liberalen abnahm. 
Unter dem Einfluss von Robert Blum radikalisierte sich der Kreis zunehmend in Richtung des Linken Lagers. Die gemäßigteren Liberalen wie Heinrich von Gagern, Karl Mathy und Friedrich Daniel Bassermann waren darüber nicht sonderlich glücklich. Am 19. Juli 1847 bezeichnete der preußische Innenminister in einem Brief an König Friedrich Wilhelm IV. Hallgarten als „Häupter von Radikalen“. Bis zur Entstehung des Frankfurter Vorparlaments löste sich der Hallgartenkreis langsam auf.
Bassermann beschrieb den Hallgartenkreis in seinen Denkwürdigkeiten wie folgt:
"Von den Männern die ich dort zum ersten Mal sah oder doch erst näher kennen lernte, erinnere ich mich (sic!) Graf Reichenbach aus Schlesien, von Watzdorf, Dieskau und Blum aus Sachsen, Hergenhahn aus Nassau, Peter, Rindenschwender, Welcker, Winter und Hoffmann aus Baden. [...] Am letzten Tage mag die Versammlung wohl auf dreißig angewachsen gewesen sein. [...] Man besprach die Bildung einer Kasse, um die gemeinsamen Zwecke zu fördern, ohne jedoch zu einem Beschluss darüber zu kommen; man ermahnte sich gegenseitig, in allen deutschen Kammern die Anträge auf freie Schwurgerichte usw. zu erneuern [...] War ich zu dieser Zusammenkunft wie zur Vorbereitung eines heiligen Werkes gereist, so war ich durch das geringe Ergebnis bedeutend herabgestimmt. Man überließ sich offenbar weit mehr und lieber dem Vergnügen des geselligen Zusammenseins, als dass man den ernsten Zweck zu fördern eifrig gewesen wäre."

## Bekannte Angehörige des Hallgartenkreises
- Johann Adam von Itzstein
- Friedrich Daniel Bassermann
- Robert Blum
- August Heinrich Hoffmann von Fallersleben
- Ferdinand Freiligrath
- Heinrich von Gagern
- Rudolf Gottschall
- Friedrich Hecker
- August Hergenhahn
- Johann Jacoby
- Friedrich Siegmund Jucho
- Karl Mathy
- Joseph Ignatz Peter
- Karl Wilhelm Wippermann
- Eduard von Reichenbach
- Oskar von Reichenbach
- Dietrich Dresel

## Belege
1. ↑  Friedrich Daniel Bassermann: Denkwürdigkeiten. Herausgegeben von Ernst von Bassermann-Jordan und Friedrich von Bassermann-Jordan. Frankfurter Verlags-Anstalt, Frankfurt 1926, S. 5 f.